# エメット・ブロックスキー
エメット・ブロックスキー (Emmet Brickowski) は、LEGO ムービーの主人公。
故郷のブロック・シティですべての人の建設労働者として始まり、その後、予期せず、「選ばれし者」マスタービルダーになる。 LEGO ムービーフランチャイズのマスコット。

## 人物
第一映画の脚本によるとエメットは22歳であり受け入れられれば第二映画で27歳になり、生年月日は1992年になる。これはおしごと大王がスポバンを盗んだとき、エメットは約13.5歳だったことを意味しす、エメットが8年半後に奇跡のパーツを見つけたようになる。

### 性格
基本的に友好的で、陽気で、無邪気で、甘くて楽観的な性格であり、彼はただ自分の仕事をしようとしている市民。また、簡単に怯えて混乱しなる。

## 作品中史

### LEGOムービー
エメットはフード付きの女の子を見つけるまで、他の建設労働者と一緒にブロック・シティの町で平凡な日常生活を始める。自分は一目惚れし、フード付きの女の子は逃げる。彼は逃げた彼女をフォローして謝罪しようとが、長い穴に落ちて奇跡のパーツに出会。後にバッド・コップによって起こされ、彼がどこで奇跡のパーツを手に入れたのかを知るために尋問された。エメット自身を説明しようとすると、彼はバッド・コップに彼が無実であることを伝えるために彼の友人と話すように言す。そして彼らは皆彼のことを気にかけなかったので、エメットは悲嘆に暮れたままでした。
エメットが従うことができないとき、バッド・コップはロボットたちに彼を溶解室に連れて行くように命じすが、建設現場を見たワイルドガールによって保存だ。ワイルドガールはオートバイを作りそしてバッド・コップとロボットたちを回避することによってエメットを救い。後にワイルドガールはエメットがそれほど創造的ではないことに怒りを感じ、ウィトルウィウスに会うためにカンティーナバーに行くために彼女に従うように彼に言す。ウィトルウィウスはエメットを訓練しようとしていすが、ノタロボットと大量のデピュトロンが隠れ場所に侵入して捕まえようとしすが、三人はなんとか回避し、バットマンがエメットたちに加わり。
エメットたちは後に「雲の上の楽園」とユニキャットに到着し、彼らを「パピーコート」に導き、そこでマスタービルダーたちが集まって会す。エメットは彼が「彼らを導くのに最も資格のない人」であると彼らに言す、それはマスタービルダーたちが彼に怒りを立てて解散する原因になる。突然、大量のロボット船がその地域を取り囲み、エメットたちが逃亡する。脱出後、ロボヒゲはエメットたちを救い、ブラック社に向けて出航す。エメットはおしごと大王がスパボンを使用するのを阻止するための複雑な計画を出す。
おしごと大王を止めながら、ワイルドガールは彼女の本当の自分を明らかにし、彼女の本名は「ルーシー」であり、エメットは「それはいい名前だ」とほめたたえす。残念ながら、エメットたちがバッド・コップやドローンたちに捕らえられると、計画は失敗る。エメットたちが「アイデアタンク」に投獄されようとしているように見えるちょうどその時、ウィトルウィウスはドローンたちを圧倒ことができが、おしごと大王がコインで彼を斬首したときに死亡。
エメットはアイデアタンクに接続された爆発性のバッテリーに縛られていされ、おしごと大王はカッターの刃でエメットから奇跡のパーツを切り取り、それを無の世界に投げ込みる。エメットは自分の命を生贄にし、無の世界に飛び込むことで、すべてのマスタービルダーを救い、解放した。
エメットは現実の世界に行き着きすが、後にフィンという名前の男の子が彼を迎えに行き、奇跡のパーツを持ってレゴワールドに送り。自信を持って、エメットは建設現場にあった建設ツールから巨大なメカロボットを作成し、マイクロボットと戦う。なんとかおしごと大王の邪悪な隠れ家にたどり着き、彼のロボットたちに対して戦いだが、足はおしごと大王によって接着になっている。
その後、エメットは秘密兵器を送り出し、手はおしごと大王に彼の邪悪な行動を和解させる機会を提供した。この心の変化で、おしごと大王は彼の邪悪な道をあきらめ、ついにエメットと友達になる。エメットはヒーローとして宣言され、ルーシーはバットマンの祝福を受けてエメットのガールフレンドになる。
戦争後、デュプロブロックで作られたエイリアンはビームダウンし、みんなを破壊する計画を発表する。

### LEGOムービー 2
デュプロエイリアンたちが登場すると、彼の友達は再び戦う準備ができしたが、エメットはこれを止めてエイリアンたちと話すことになる。ルーシーはすぐに大きなハンマーを作り、それらを殴りますが、エイリアンたちが大声で叫び、ブロック・シティを攻撃し始める。
デュプロ事件で都市が「ボロボロシティ」と命名されてから5年後、エメットは変化の影響を受けずにルーシーのアドバイスにもかかわらず、すべてがまだ素晴らしいふりをする唯一の人。成長することを約束している間、エメットは流れ星を見て、実際に他の惑星のための宇宙船であることが明らかにされて、みんなに話すために逃亡する。
エイリアンは「スウィート・メイヘム将軍」の名前で明らかにされ、ルーシーとその友人 (バットマン、ロボヒゲ、ユニキャットやベニー) を彼の船に連れて行きす。エメットが彼らを救うために地球から宇宙へと飛び出し「シスター星雲」に旅立つ。
途中で、彼は「レックス・デンジャーベスト」という名の頑丈な冒険家に出会い、友達を救い続けていた。レックスで友達を救っている間、ルーシーと再会し、彼らは抱きしめますが、ルーシーがレックスに会ったときはそれほど多くはない。
三人は他の人を洗脳しているポップ・ミュージックをオフにすることを含む計画を構成し、エメットはバットマンとわがまま女王の間の結婚式を止めるために神殿に入れられた「レセプションケーキ」を破壊する。計画に従っている間、そしてそうする前に、レックスは彼に彼自身のベストを与えす、そしてエメットはレックスの本当の自己を知らずに彼を助けてくれたことに感謝。
ルーシーはデュプロエイリアンたちの真意を知った後、エメットが神殿を破壊するのを防ごうとしすが、エメットはルーシーに「元のルーシーは決してそれを言わなかったでしょう」冷たく言った、聞くことを拒否し、ルーシーが洗脳されていると信じて、激怒に満ちて神殿を破壊する。これはレゴワールドに穴を開け、エメットは友達を救わなかったために混乱したままになり、デュプロエイリアンたちは平和を目指しているだけだと気づきした。その後、エメットはレックスに連れて行かれ、レックスは彼の本当の自己を明らかになる。
エメットが立ち去ろうとすると、レックスは彼が存在することを確認するために、現実世界の衣類乾燥機の下に彼を送りす。後にレックスに対して一騎討ち。でもレックスのようにならないことを決意したエメットはルーシーが彼の前に到着し、エメットと再会に戻り。ルーシーはレックスをだましてかわいい感性のある心臓を殴り、爆発を引き起こし、タイムマシンを破壊し、レックスは敗北で倒れた。
レックスはエメットの運命を受け入れ、常に明るいことを彼に伝え、レックスは消滅。レックスの死後、エメットとルーシーは謝罪し、お互いを「特別な親友」と宣言する。
レゴワールドは、ボロボロシティと平和な「ボロボロシスター星雲」と呼ばれるシスター星雲のミッシュマッシュに変身。エメットはルーシーと一緒に家を再建しまう。エメットが驚いように、ルーシーが「Everything is Awesome」のオリジナルアーティストの1人であることを明らかになる。

## 関連キャラクター
ルーシー / ワイルドガール
親友やガールフレンド。エメットがレゴの領域をおしごと大王から救うのを支援するマスタービルダーの1人。おしごと大王はスパボンと呼ばれる強力な遺物を使用して、すべてをそのままの状態で貼り付けようとしてす。 彼女の本名は後に「ルーシー」であることが明らかになる。第一映画作の終わりに、ルーシーはエメットのガールフレンドになり、二人は手をつないでいなる。
第二映画作でデュプロエイリアン事件後、二人は生き残る、家に住みされ、ペットの猫としてユニキャットを縁組する。レックスの死後、二人は謝罪され、お互いを「特別な親友」として宣言する。
バットマン
他の親友。当初にバットマンがエメットを「マスタービルダーよりも普通の人」と見なしたため、気が合うない。エメットはヒーローやマスタービルダーなり後、二人はついに親友になる。
ユニキャット
親友として誰だったペットの猫を縁組する。